# Polyrhachis obtusa
Polyrhachis obtusa é uma espécie de formiga do gênero Polyrhachis, pertencente à subfamília Formicinae.